# Парфений (древнегреческий поэт)
Парфений Никейский (*Παρθένιος; I век до н. э.) — древнегреческий поэт и писатель.

## Биография
Родился в городе Никея (Вифиния). О жизни мало известно. Вероятно, сначала состоял при дворе царя Никомеда IV Филопатора. В 73 году до н. э. во время Третьей Митридатовой войны оказался в плену у римлян. Его перевезли в Рим. Примерно в 72 году до н. э. благодаря поклонникам сумел освободиться. Перебирается в Неаполь, где преподавал литературу. Впоследствии вернулся в Рим. Возможно, среди тех, на кого Парфений лично оказал влияние, были Вергилий и Гай Корнелий Галл. Умер во времена правления императора Октавиана Августа.

## Творчество
Из его сочинений полностью сохранился «О любовных страданиях», прозаический сборник сюжетов эллинистических поэм. Также являлся автором поэмы «Метаморфозы», где говорилось о превращениях героев. От неё остались небольшие фрагменты. Её использовал в своих произведениях Овидий. Также являлся автором поэм «Афродита», «Арета», «Делос», «Геркулес», «Левкадия».